# André Liesse
André Liesse, né le 6 juillet 1854 au Blanc (Indre) et mort le 1er avril 1944 dans la même commune, est un économiste français qui fut de 1917 à sa mort membre de l'Institut de France.

## Biographie
Né le 6 juillet 1854 au Blanc, André Liesse est un disciple de l’économiste libéral Jean-Gustave Courcelle-Seneuil qui fut à partir de 1880 professeur d'économie politique au sein de l'École spéciale d'architecture. Dès 1895, il est nommé professeur d'économie industrielle et de statistique au conservatoire national des arts et métiers, puis professeur de méthodes et statistiques à l'École libre des sciences politiques en 1907 avant d'accéder finalement, entre 1915 et 1916 au poste de professeur suppléant d'économie politique au Collège de France.
À partir de 1893, il devient rédacteur économique au Journal des débats, avant d'accéder en 1916 au poste de rédacteur en chef de l'Économiste français. Le 17 avril 1917, il est élu au troisième fauteuil de la section d'économie politique, de statistique et de finances de l'académie des sciences morales et politiques. Il termine sa carrière comme directeur de l’Institut de technique comptable au conservatoire national des arts et métiers, poste auquel il fut nommé en 1931.
Il meurt le 1er avril 1944 au Blanc, dans le département de l'Indre.

## Distinctions
- Commandeur de la Légion d'honneur[1]

## Publications

### Ouvrages
- André Liesse et Georges Michel, Vauban économiste, Paris, E. Plon, Nourrit et Cie, 1891, 112 p.[3]
- André Liesse, Leçons d'économie politique professées à l'École spéciale d'architecture, préface de M. Courcelle-Seneuil, Paris, A. Giard et E. Brière, 1892, 216 p.[4]
- André Liesse, La question sociale, Paris, 1894[5].
- André Liesse, Le Travail aux points de vue scientifique, industriel et social, Paris, Guillaumin, 1899, 525 p.[6]
- André Liesse, La Statistique, ses difficultés, ses procédés, ses résultats, Paris, Guillaumin, 1905 (réédité en 1919, 1927 et 1933), 182 p.[7]
- André Liesse, Portraits de financiers : Ouvrard, Mollien, Gaudin, baron Louis, Corvetto, Laffitte, de Villèle, Paris, F. Alcan, 1908, 348 p.[8]
- André Liesse, Evolution of credit and banks in France from the founding of the Bank of France to the present time, Washington, Government printing office, 1909, 267 p.[9]
- André Liesse, La Banque de France, son rôle et sa fonction dans l'organisation du crédit en France, Paris, Fédération des industriels et commerçants français, 1910, 33 p.[10]
- André Liesse, Notice sur la vie et les travaux de M. Émile Levasseur lue dans la séance du 31 janvier 1914 de l'académie des sciences morales et politiques, Paris, imprimerie de Firmin-Didot, 1914, 31 p.[11]
- André Liesse, L'Organisation du crédit en Allemagne et en France, Paris-Nancy, Berger-Levrault, 1915, 170 p.[12]
- André Liesse, Les emprunts de guerre de l'Allemagne, Paris-Nancy, Berger-Levrault, 1916, 54 p.[13]
- André Liesse, « Le Régime futur des chemins de fer français » in Revue politique et parlementaire, Paris, juillet 1920, 15 p.[14]
- André Liesse, Les Entreprises industrielles, fondation et direction, Paris, Librairie de l'enseignement technique, 1925, 219 p.[15]
- André Liesse, « Richard Bloch, 1852-1934 » in Journal des Débats, Paris, Société générale d'imprimerie et d'édition, 1934, 12 p.[16]

### Sources
- Olivier Moreau-Néret, Notice sur la vie et les travaux de M. André Liesse, Publications de l’Institut de France, 1947, n° 34.